# Johann Faccius
Johann Faccius, auch Johannes (Andreas) Faccius, latinisiert aus Johann Andreas Fack (* 29. November 1698 in Witzelroda; † 27. November 1775 in Weißenbrunn vorm Wald) war ein deutscher evangelischer Theologe, Philosoph und Philologe.

## Leben
Johann(es) (Andreas) Faccius wurde als Sohn eines Schulmeisters in Witzelroda bei Salzungen im Herzogtum Sachsen-Meiningen geboren. Er besuchte das Gymnasium Casimirianum in Coburg  und studierte anschließend an den Universitäten Jena und Halle. Nach seinem Studium war er zunächst als Lehrer tätig, ehe er am Jahresende 1728 als Pfarrer nach Schottenstein berufen wurde. Dort heiratete er Johanna Christina Laudenbach († 1754), die Tochter seines Amtsvorgängers Johann Caspar Laudenbach (1668–1730). Im Jahr 1736 wurde er als Pfarrer nach Weißenbrunn vorm Wald im Herzogtum Sachsen-Coburg-Saalfeld berufen, wo er bis zu seinem Tod blieb.

## Werk
Faccius veröffentlichte mehrere Bücher, jedoch nur ein einziges unter seinem eigenen Namen. Seine ersten Werke erschienen anonym, von 1759 an bediente er sich des Pseudonyms Johann Baptista Silvester.
Seine erste Veröffentlichung war eine kommentierte Übersetzung der berühmten Spinoza-Biographie des Johannes Colerus. Mit ihr verfolgte er insgeheim die Absicht, den von der Universität Halle vertriebenen Philosophen Christian Wolff, bei dem er studiert hatte, gegen den Vorwurf des Spinozismus in Schutz zu nehmen. Er widmete ihm auch eine eigene Verteidigungsschrift, die (ebenfalls anonym) unter dem Titel Vernünftige und bescheidene Anmerckungen über die, wider die Wolffische Philosophie (...) geführte Strittigkeiten erschien.
In seinem theologischen Spätwerk beschäftigte Faccius sich vor allem mit der Auslegung der Johannesapokalypse in Anknüpfung an den württembergischen Pietisten Johann Albrecht Bengel.

## Schriften
- (anonym:) Leben des Bened. von Spinoza, aus denen Schrifften dieses beruffenen Welt-Weisens und aus dem Zeugniß vieler glaubwürdigen Personen, die ihn besonders gekannt haben, gezogen und beschrieben von Johann Colero, ehemaligen Prediger der Evangelischen Gemeinde in Haag; Nunmehro aber aus dem Frantzösischen ins Hoch-Teutsche übersetzet, und mit verschiedenen Anmerckungen vermehret. Frankfurt, Leipzig 1733 (Digitalisat). Reprint unter dem Titel Das Leben des Benedict von Spinoza. In der alten deutschen Übersetzung mit Einleitung und Anmerkungen hrsg. von Carl Gebhardt. Weissbach, Heidelberg 1952.
- (anonym:) Vernünftige und bescheidene Anmerckungen über die, wider die Wolffische Philosophie, und sonderlich die Metaphysic oder Haupt-Wissenschaft erregte, und bisher mit groser Heftigkeit geführte Strittigkeiten. Frankfurt, Leipzig 1736 (Digitalisat). Reprint in: Stefan Borchers (Hrsg.): Vier Schriften zum Ende von Wolffs erster Lehrperiode an der Universität Halle. Georg Olms, Hildesheim/Zürich/New York 2012 (= Christian Wolff, Gesammelte Werke. Abt. III: Materialien und Dokumente. Band 130), ISBN 978-3-487-14321-7, S. 65–200.
- Commentatio theologico-prophetica de magno ecclesiae Christianae incremento, nondum quidem imminente, attamen certe sperando. Georg Otto, Coburg 1756 (Digitalisat).
- Ausführliche so wol Exegetische, als auch Historische Einleitung in die heut zu Tag höchst nöthige Erkentnis, der drey grosen, in der hohen Offenbarung, beschriebenen Widersacher Jesu Christi, nemlich des Thiers aus dem Meer und Abgrund, des Thiers aus der Erden und der grosen Hure Babylon; wie auch der drey wider selbige zeugenden Engel, nebst einem Anhang von den zwey grosen und in unser Zeitalter fallenden Gerichten Gottes, der Ernte der Erden und der Weinlese, allen evangelischen Christen zum heilsamen Unterricht ausgefertiget und ans Licht gestellet von Johann Baptista Silvester, Diener des göttlichen Wortes. Frankfurt, Leipzig 1759 (Digitalisat).
- Prophetische Ergezungen über die gewis zu erwartende Vollendung des erfreulichen Geheimnisses Gottes, Offenb. X, 6.7. Und viele andere damit verbundene Wunder-Dinge; für fromme und Gottes Wort liebende Seelen ans Licht gestellet von von Johann Baptista Silvester. Frankfurt, Leipzig 1761 (Digitalisat).
- Lezte Begebenheiten der Welt: aus der göttlichen Offenbarung vorgetragen von Johann Baptista Silvester. Frankfurt, Leipzig 1762 (Digitalisat).
- Himlische Ergezlichkeiten: Oder Schrift- und Vernunftmäßige Gedanken von der Ewigen Seligkeit der Auserwehlten im Himmel, mit vielen erbaulichen Anwendungen ans Licht gestellet von Johann Baptista Silvester. Frankfurt, Leipzig 1763 (Digitalisat).